# 天秀墟

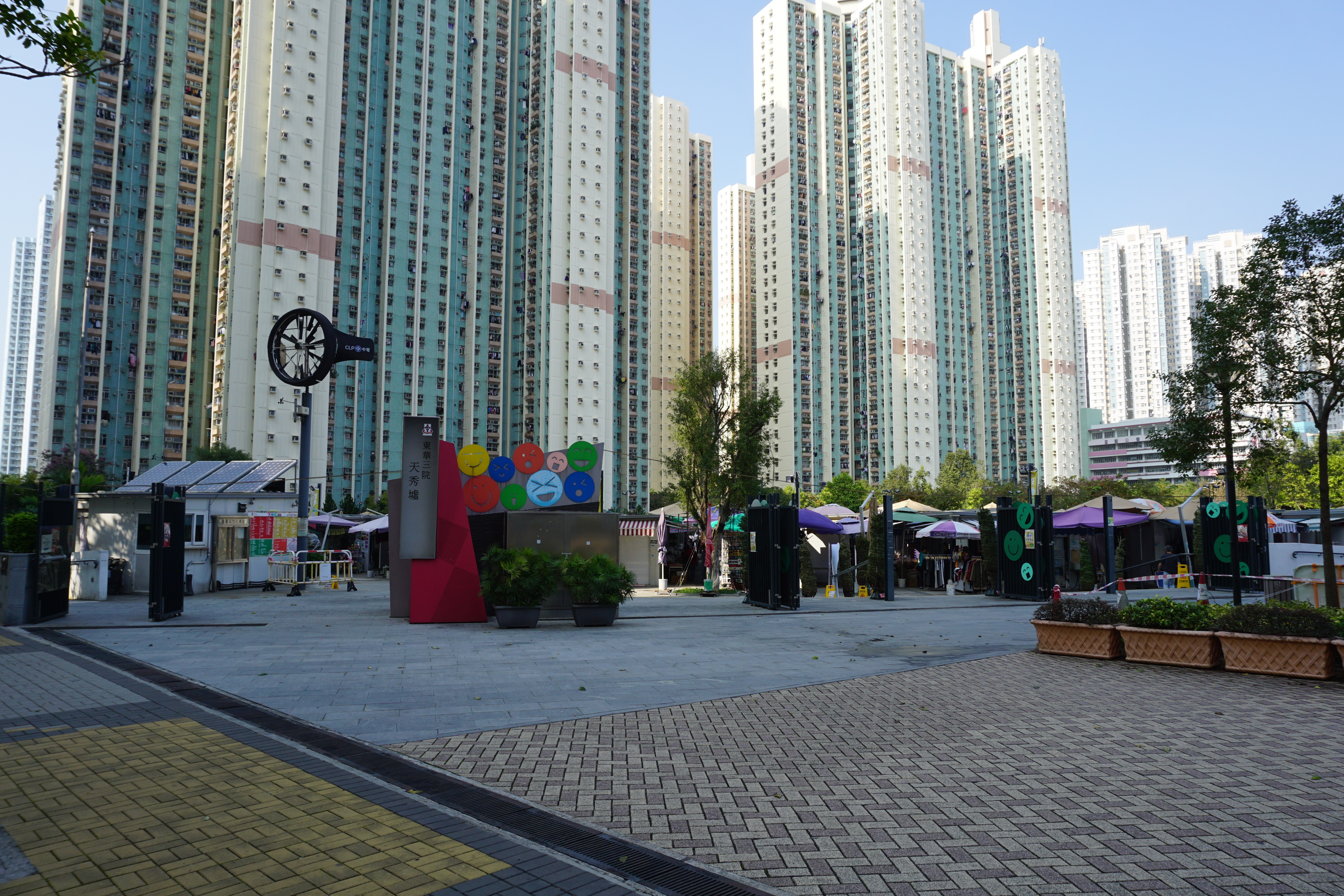
天秀墟入口

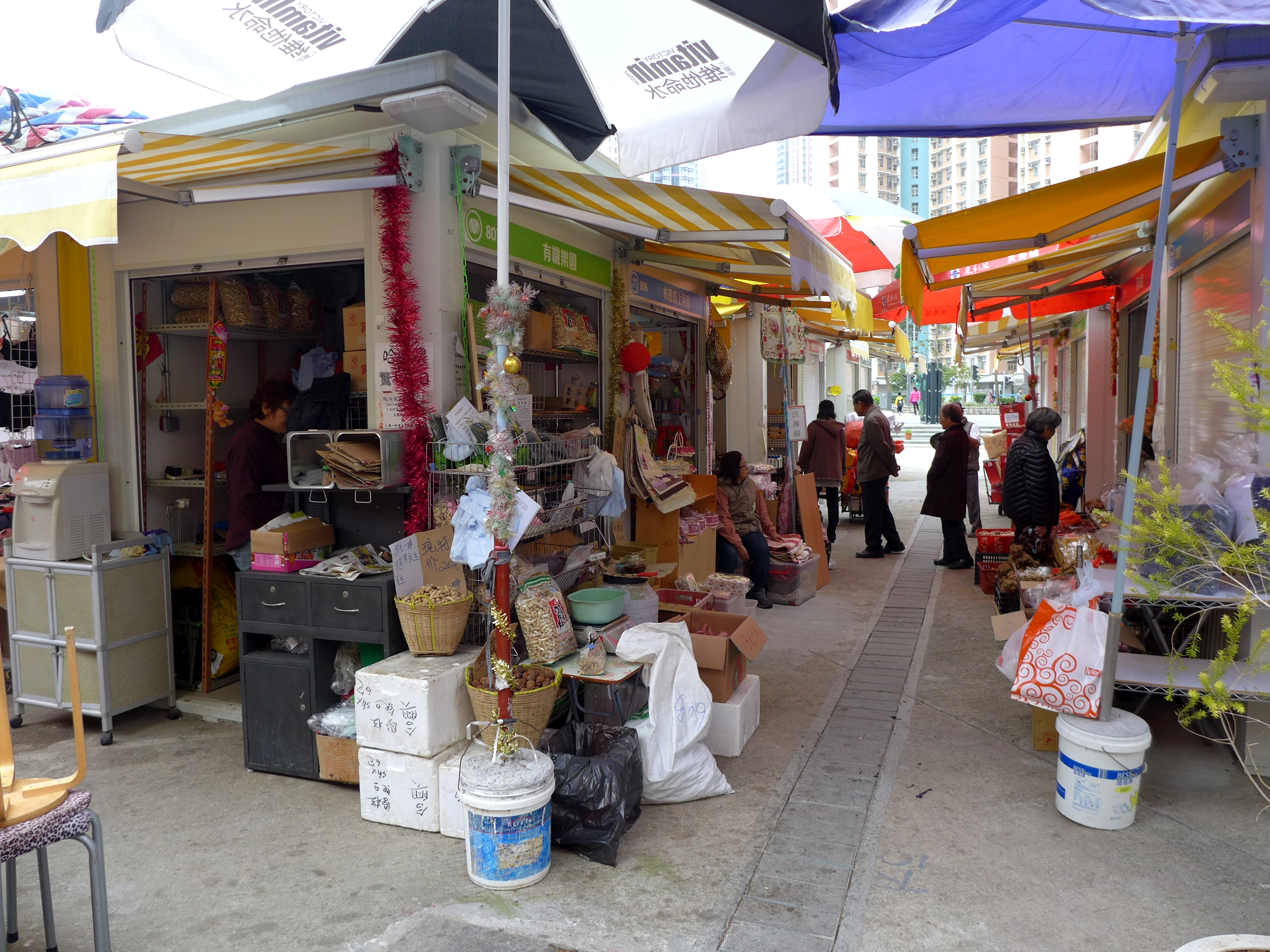
檔口

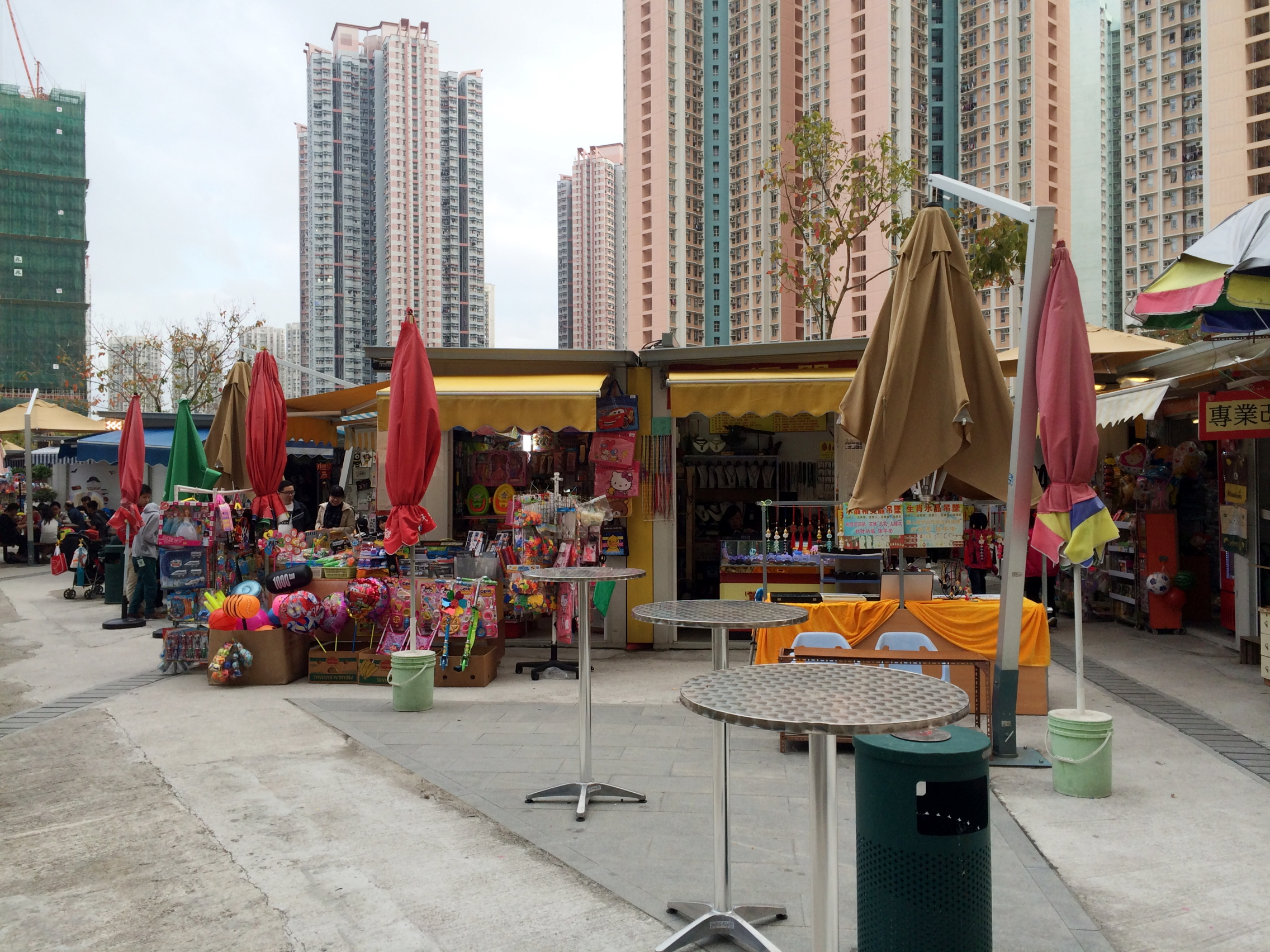
立食區

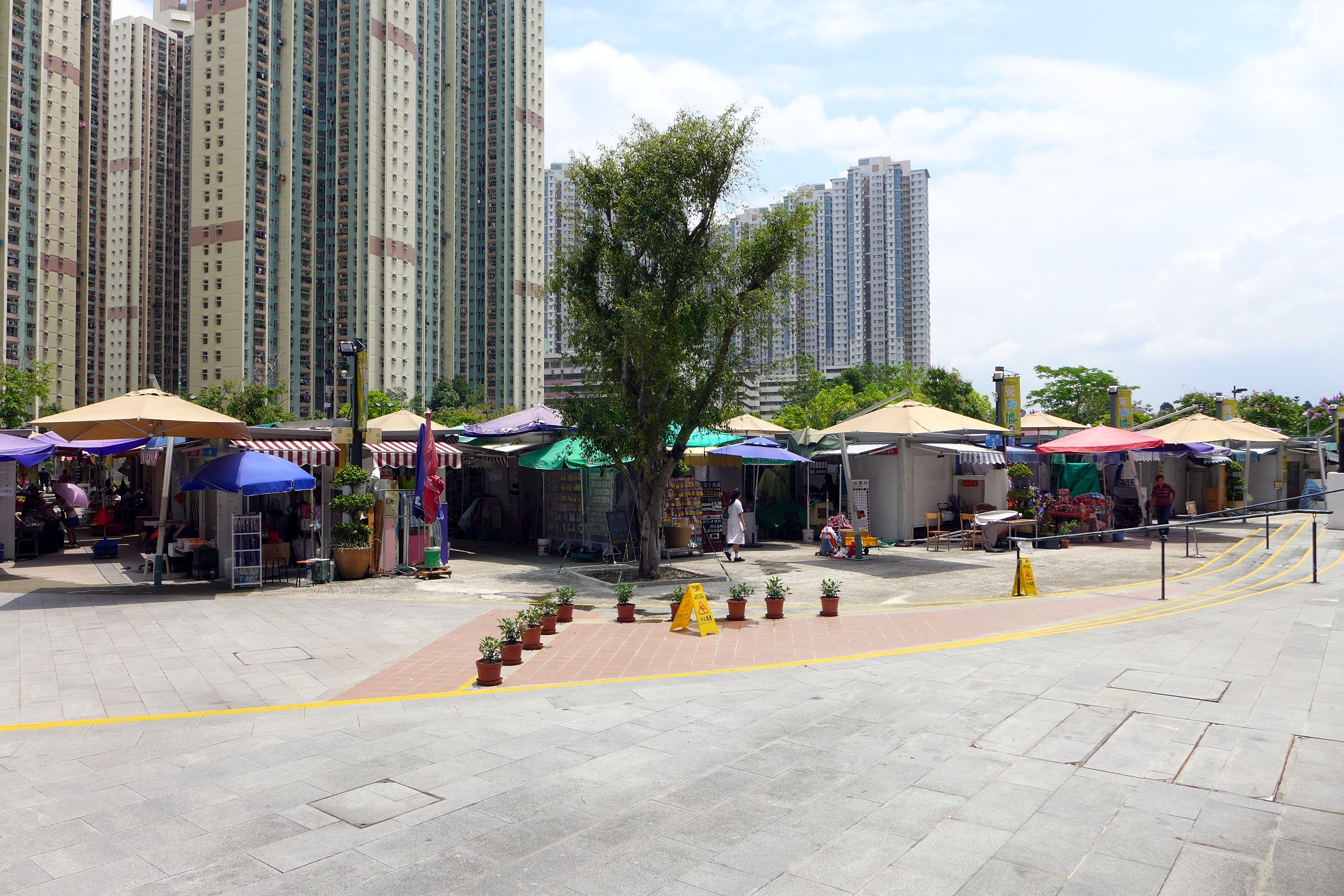
天秀墟的人流不多

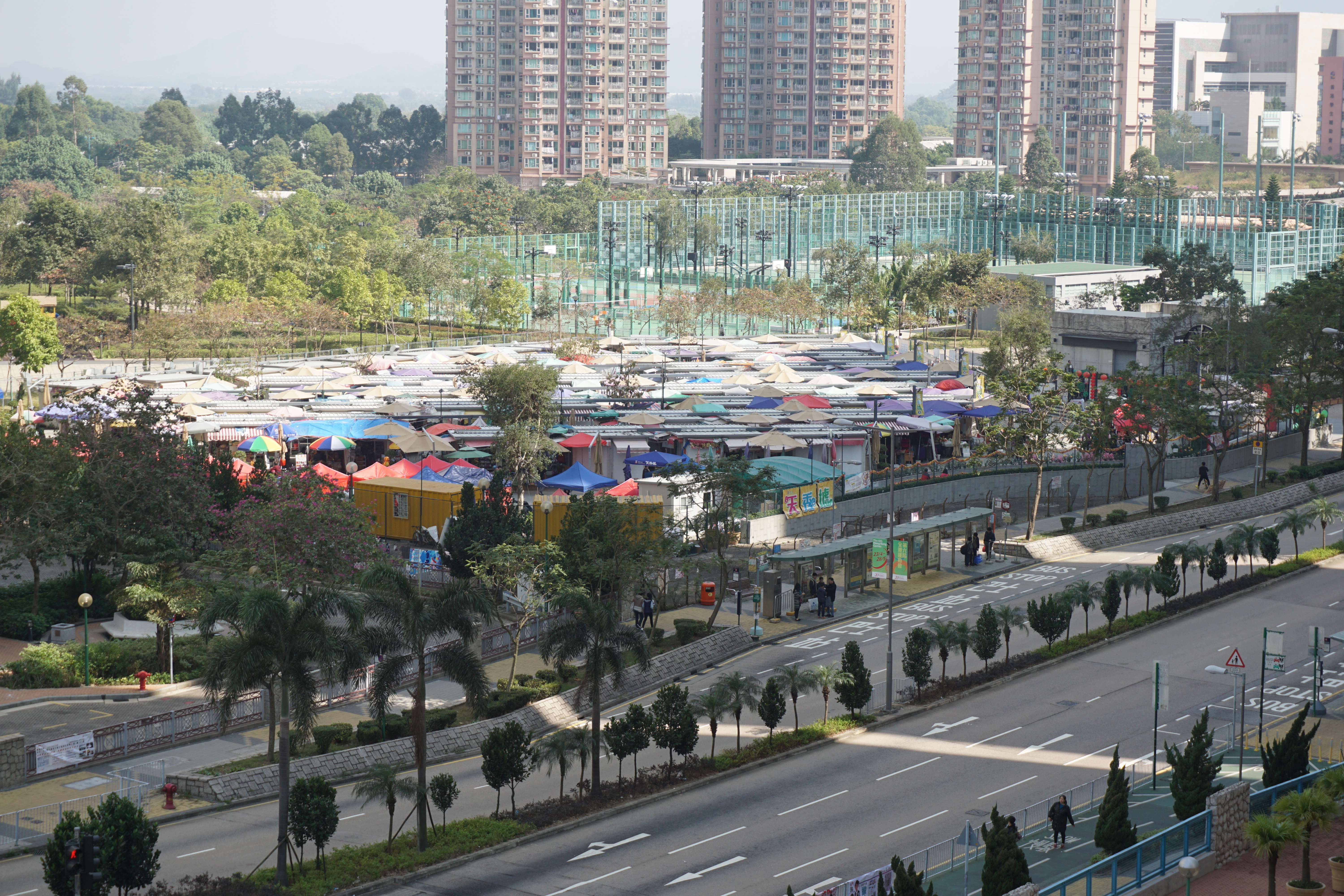
俯瞰天秀墟

天秀墟前稱天水圍墟市，位於香港新界元朗區天水圍天秀路天富苑對開，佔地3,800平方米，由東華三院以非牟利形式營運及辦理，設置186個檔位，包括30個機構檔位及152個個人檔位，以及4個由東華三院以社會企業模式營運的檔位。天秀墟於2013年1月竣工，於同年2月1日啟市。提供乾貨、濕貨、精品及各種服務。

## 歷史
2012年9月1日，政務司司長林鄭月娥公布，香港政府同意撥出一幅達3萬8萬平方呎的政府休憩空置土地用作建立墟市用途，並且將會撥款1,000萬港元以支持在天水圍建立一座墟市。墟市將會設置有200個租金廉宜的固定攤位。林鄭月娥表示，此舉回應香港社會上的反映，天水圍尤其是天水圍北缺乏多元化的商業地區，而且物價昂貴，希望藉此為到香港市民帶來比較廉價的日用品及乾貨等選擇，亦盼望能夠創造就業機會，為天水圍帶來經濟動力。香港政府於同月開始進行諮詢，在得到地區支持後，將會啟動工程。工程包括水電鋪設及平整土地等，預料需要5至6個月的時間，預期於半年內墟市可以全面投入服務。
2012年10月21日，關注天水圍小販大聯盟代表表示，近月來與東華三院商量及討論有關於天水圍墟市的設計，但是方案未有照顧到社區的實際需要，例如無設備儲存倉和單車停車位等，又擔心管理規則太多，會像領匯的管理般，故此希望有關香港政府能夠設立一個墟市管理委員會，讓資深的小販參與。東華三院發言人回應表示，會與天光墟的小販繼續溝通，亦會到不同的屋苑舉辦諮詢大會，並且研究租金問題，例如考慮推出合租攤位模式。
2012年11月1日，營運牌照申請開放申請，於同月30日截止。根據民政事務總署向香港立法會提交的文件顯示，有逾3千8百人申請，平均24人競爭一檔。同月，東華三院獲得元朗地政處批准以短期租約形式租用上述地址5年，土地平整、基本設施及交通配套改善等工程隨即展開，預計於2013年1月竣事。遴選於同年12月14日開始，標準會照顧天水圍居民及有經濟困難的人士，又以擁有營運經驗者為優先考慮，結果將會於2013年1月公布。此外，東華三院正在考慮增設假日墟市，讓更多人士有機會在特定日子於該處進行短期擺賣。
2013年1月5日，天水圍社區發展陣線聯同香港規劃師學會青年規劃組等團體舉辦工作坊，邀請近百名申請了於天秀墟攤檔的人士集思廣益，討論天秀墟的內部環境設計和管理方式，十多位參與的規劃師於收集意見後，預期於同月月中提交報告予東華三院及相關香港政府部門參考。
2013年2月1日，天秀墟開始營業測試。
2013年6月14日，東華三院社會服務總主任姚子樑在立法會會議上上表示，天秀墟已經獲得食物環境衞生署發出臨時牌照，容許該處出售凍肉及冰鮮肉類，預計該處於同年7月中旬至下旬將會可以提供凍肉，希望可以藉此吸引更多人流。此外，電力公司亦有協助改善天秀墟檔位內的電力供應，預計於同年下半年完成。此外，東華三院已經在天秀墟加設30個排水孔，增加排水系統，第一期工程已經完成，餘下工程將會於同年7月前完成。另外，東華三院亦正在與香港政府部門合作，研究為天秀墟增設出入口的可行性，於同月月底亦會購置大型戶外風扇及加設太陽傘，以解決日曬的問題。
天秀墟營運逾半年來的人流以及業積均為差強人意，東華三院於2013年8月表示，決定於同年年底前成立天秀墟管理諮詢委員會，邀請香港政府部門、區議會及檔戶等加入，就天秀墟的發展、宣傳、設施、檔戶支援及成效評估等提供改善意見。同年9月，東華三院代表在元朗區議會討論上述建議。
2014年，於一年租約屆滿後，只有6成檔主願意續租，其餘檔主則因為生意淡薄而拒絕。東華三院於年3月透過公開申請及競投方式為天秀墟70個空置檔位招租，天秀墟辦事處在11日招租期內只派發出約350份申請表格及收獲約390項查詢，相對於2011年年底首次招租時收獲約3,800份申請的情況，招租反應遜色得多。

## 財政
香港政府將會撥款1,000萬港元以支持在天水圍建立一座墟市，及將該處以5年免費形式，借予東華三院發展成為墟市，而東華三院則計劃以每月租費8百至1千港元的租金租出200個、每個面積約4平方米的固定攤位，若果商戶有經濟困難，則可妣考慮酌情寬減租金。5年免費年期過後，將會以廉價的形式繼續。因應前期營運可能虧本，香港政府亦會另外配套2百萬港元用於管理支出。另外為了加快計劃進度，香港政府將會特事特辦，由行政長官的特別金戶口直接批出此撥款項目。

## 開放時間及鄰近設施
開放時間為上午八時至晚上九時，農曆年初一至三休息。。
·天幕街市
·天逸邨